# Horsfieldia xanthina
Horsfieldia xanthina är en tvåhjärtbladig växtart. Horsfieldia xanthina ingår i släktet Horsfieldia och familjen Myristicaceae.

## Underarter
Arten delas in i följande underarter:
- H. x. macrophylla
- H. x. xanthina